# حسين حجازي
حسين محمد حجازي، (14 سبتمبر 1891 – 8 أكتوبر 1961)، لاعب كرة قدم مصري راحل كان يلعب في مركز الهجوم، لعب لأندية الزمالك والأهلي. كان جزءًا من فريق الزمالك الذي فاز بكأس السلطان حسين عام 1921، أول لقب في كرة القدم المصرية. كما كان ضمن أول فريق تم إنشاؤه لتمثيل مصر في عام 1916، ولعب مع منتخب مصر لكرة القدم في أول مباراة له. شارك مع مصر في الألعاب الأولمبية الصيفية 1920 والألعاب الأولمبية الصيفية 1924. لُقب ب"أبو الكرة المصرية" لدوره في انتشار اللعبة في مصر وكذلك دوره في إنشاء الاتحاد المصري لكرة القدم.

## نشأته
ولد حسين حجازي في 14 سبتمبر 1889 في حي الحسين بالقاهرة. ولد حجازي لعائلة ثرية وكان جده محمد أبو الدهب حجازي، أحد أعيان مصر في ذلك الوقت. وأصل العائلة يرجِع إلي قرية القرملة بمركز بلبيس محافظة الشرقية.

## المسيرة الاحترافية

### مع الأندية
انشأ فريقاً لكرة القدم وأسماه (حجازي الفن) على اسمه، لعب لنادي دلويتش هامليت الأنجليزي عام 1911، ولعب في نفس العام كذلك لنادي فولهام الأنجليزي، عاد مرة أخرى لنادي دلويتش هامليت وقضى فيه 4 مواسم، عاد لمصر ولعب لنادي السكة الحديد عامي 1914 و1915، ثم انتقل للنادي الأهلي عام 1915 وقضى أربعة أعوام مع الفريق.

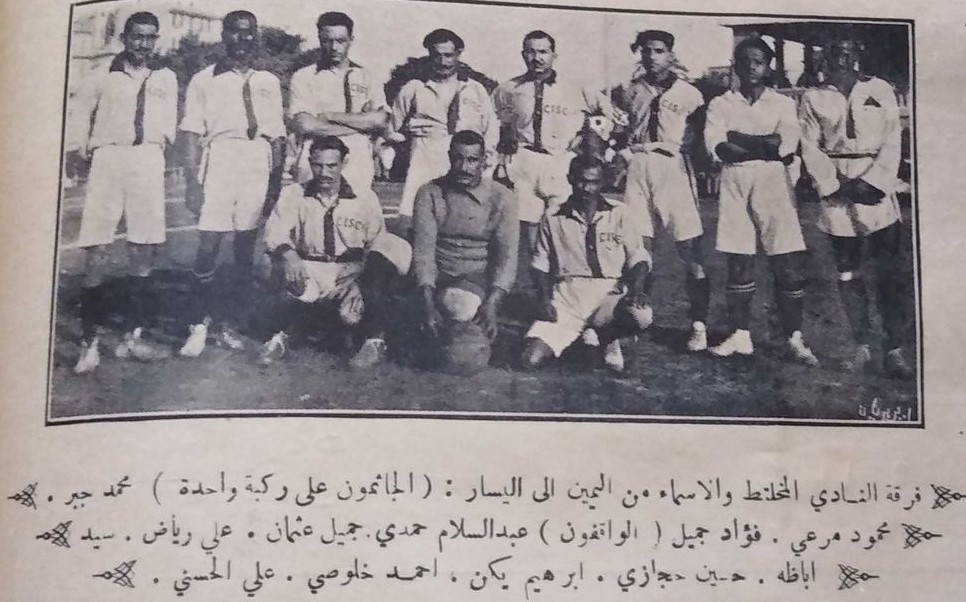
حجازي ضمن تشكيلة فريق نادي الزمالك الفائز بكأس السلطان حسين عام 1921.

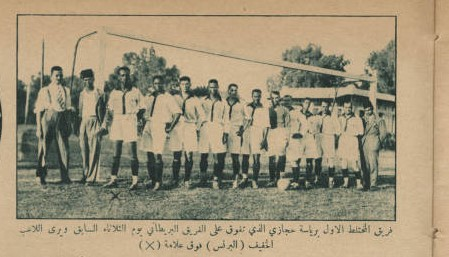
حجازي ضمن تشكيلة فريق نادي الزمالك عام 1928.

انتقل حجازي إلي نادي الزمالك عام 1919، ويكون جزءًا من الفريق الذي هزم فريق شيروود فوريستيرز الإنجليزي في نهائي كأس السلطان حسين 1921 ويحقق مع نادي الزمالك أول لقب لفريق مصري علي الإطلاق. عاد اللاعب مرة أخرى للأهلي عام 1924، وقضى أربعة مواسم قبل أن يعود مجدداً لنادي الزمالك عام 1928 وظل يلعب بين صفوفه حتى اعتزال ممارسة كرة القدم عام 1931.

### المسيرة الدولية
شارك مع المنتخب المصري منذ تأسيسه عام 1916، وكان كابتن منتخب مصر في دورة أنتويرب الأولمبية ببلجيكا عام 1920 ودورة باريس الأولمبية عام 1924 الذي سجَّل فيها هدفاً في مرمى منتخب المجر، عندما كان في «الثانية والثلاثين» من عمره و225 يوماً كأكبر لاعب يسجل في تاريخ الدورات الأوليمبية، وظل الرقم صامداً لمدة 88 عام قبل أن يحطمه لاعب منتخب بريطانيا العظمى ريان جيجز في دورة الألعاب الأولمبية عام 2012 كأكبر لاعب يسجل في البطولة عن عمر 38 عاماً و243 يوماً.

## بعد الأعتزال
كان له دور بارز في تأسيس الاتحاد المصري وكان ضمن أعضاء أول مجلس إدارة للاتحاد المصري لكرة القدم في أول تشكيل له عام 1921.